# ザ・コスモポリタン
ザ・コスモポリタン・オブ・ラスベガス（The Cosmopolitan of Las Vegas）は、アメリカ合衆国ネバダ州ラスベガスにあるカジノホテルである。

## 概要
コンドミニアム、ホテル、ショッピングモールからなる複合施設。場所はベラージオの隣。ホテルはハイアットが運営する。高さは184m。